# Franz Xaver Schnyder von Wartensee
Franz Xaver Schnyder von Wartensee (ur. 18 kwietnia 1786 w Lucernie, zm. 27 sierpnia 1868 we Frankfurcie nad Menem) – szwajcarski kompozytor.

## Życiorys
W dzieciństwie uczył się gry na skrzypcach i fortepianie, samodzielnie nauczył się też grać na kontrabasie, klarnecie, wiolonczeli, altówce i kotłach. W 1810 roku kształcił się w Zurychu u Hansa Georga Nägelego. W 1811 roku wyjechał do Wiedia, gdzie poznał Ludwiga van Beethovena i podjął naukę u Johanna Christopha Kienlena. W 1812 roku wrócił do ojczystej Lucerny, w 1814 roku odziedziczył posiadłość Schloss Wartensee. Od 1816 do 1817 roku uczył w instytucie Johanna Heinricha Pestalozziego w Yverdon-les-Bains, następnie osiadł we Frankfurcie nad Menem. Występował grając na fortepianie i harmonice szklanej, w 1828 roku założył Liederkranz. Interesował się zagadnieniami naukowymi i pisał poezje. W 1847 roku założył fundację, zajmującą się wydawaniem dzieł artystycznych i naukowych.
Był autorem prac System der Rhythmik (red. B. Widmann, Frankfurt nad Menem 1862), Formenlehre der Instrumentalmusik (red. B. Widmann, Lipsk 1862), Gedichte (red. F.K. Müller von der Werra, Lipsk 1869) i Lebenserinnerungen nebst musikalischen Beilagen und einem Gesamtverzeichnis (Zurych 1887).

## Wybrane kompozycje
(na podstawie materiałów źródłowych)

### Utwory orkiestrowe
- 4 symfonie (I A-dur 1813, II c-moll 1827, III B-dur „Militaire” 1848, IV C-dur zach. we fragmentach)
- wariacje „Proteus” na fortepian i orkiestrę (1813)
- Koncert  na 2 klarnety i orkiestrę (1819)

### Utwory wokalno-instrumentalne
- kantata Die Mordnacht von Luzern (1811)
- Pestalozzi-Kantate (1817)
- ofertorium O sacrum convivium (1830)
- oratorium Zeit und Ewigkeit  (1838)

### Opery
- Ubaldo (1811–1812; niezachowana)
- Estelle oder leichter Sinn und Liebesmacht (1825)
- Fortunat mit dem Säckel und Wünschhütlein (wyst. Frankfurt nad Menem 1831)

### Operetka
- Heimweh und Heimkehr (1854, wyst. Zurych 1855)